# Kumâragupta Ier
Kumâragupta Ier est un râja gupta du Magadha, fils de Chandragupta II qui règne de 415 à 455. Il consolide l'Empire Gupta. Comme son père et ses prédécesseurs, Chandragupta II, Kumaragupta fut un monarque compétent. Il garda intacte le vaste empire qui s'étendait du Bengale au Kathiawar et de l'Himalaya à la rivière Narmada. Il gouverne efficacement pendant 40 ans. À la fin de son règne, l'empire fut malmené par la rébellion et est menacé par les Pushyamitra, tribu installée aux sources de la Narmadâ au centre de l'Inde et l'invasion des Huns blanc. Son fils Skandagupta les combat avec succès puis lui succède.
Pour célébrer la victoire, il réalisa un sacrifice d'un cheval Ashvamedha et frappa de nouvelles monnaies avec l'image du seigneur Murugan.

## Organisation administrative de l'Empire
Durant son règne, Chiratadatta fut le gouverneur du Pundravardhana Bhukti. Un prince, Ghatotkachaqupta fut le gouverneur d'Eran et un troisième gouverneur (ou feudataire), Bandhuvarma gouverna Dashapura. L'inscription (datée de 436) de Samarcande mentionne Prithivishena, qui était initialement mantrin et kumaramatya (ministre) de Kumaragupta Ier, mais plus tard devint son mahabaladhikrita (général).

## Pilier de fer

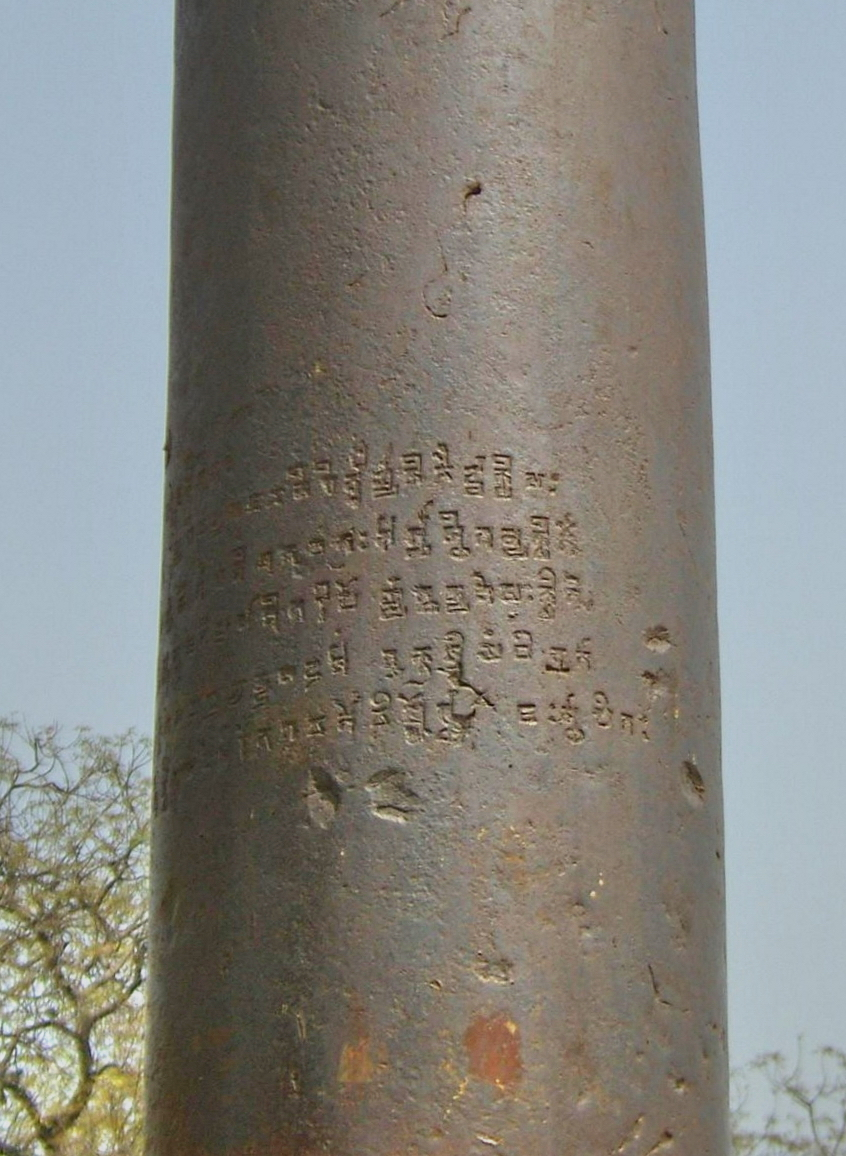
Des inscriptions ont survécu à l'emprise du temps sur le fer des piliers.

Kumaragupta érigea un pilier de fer, visible aujourd'hui au Qûtb Minâr[citation nécessaire]. Le pilier de fer est l'une des curiosités mondiales les plus importantes de la métallurgie. 

## Succession de KumaraguptaIer

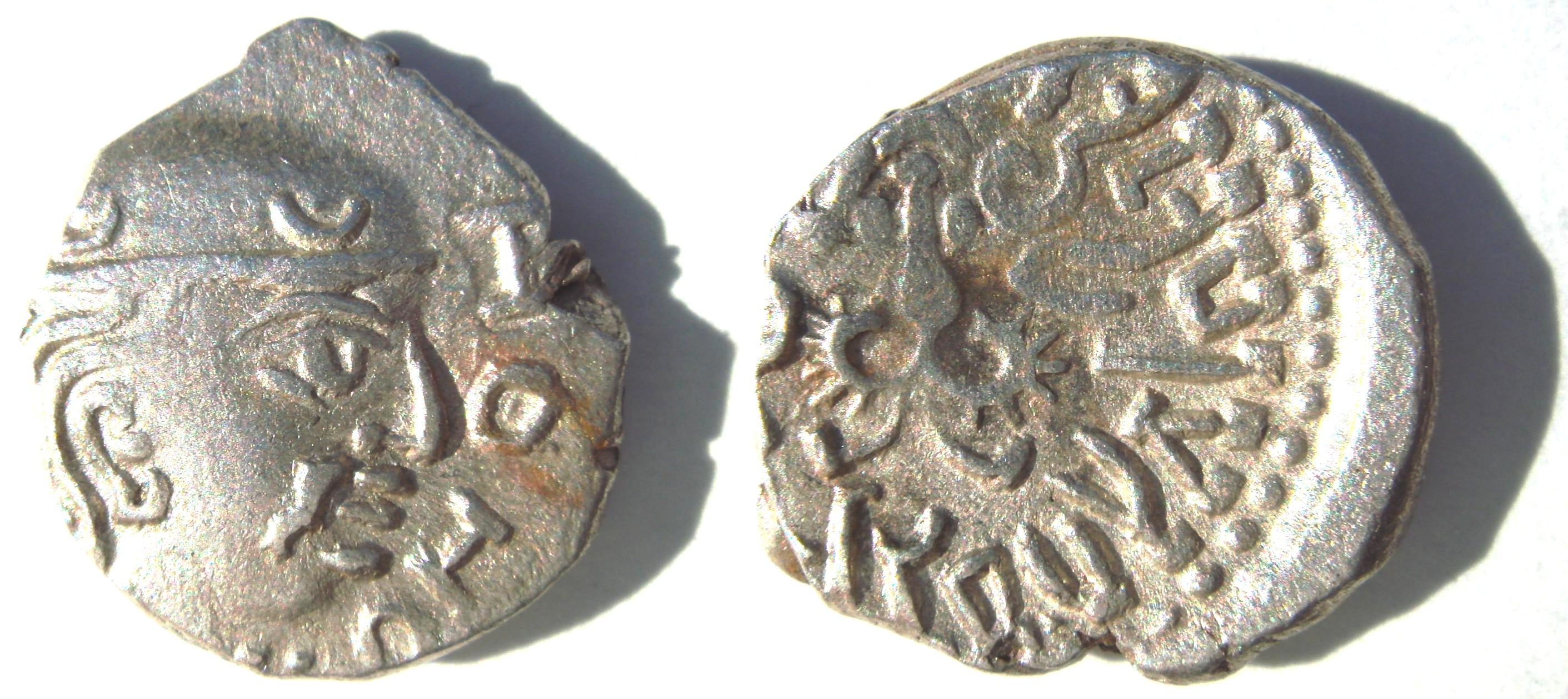
Pièce en argent de Kumaragupta (414-455).
Obv: Buste du roi Kumaragupta avec une cape décorée avec des croissants (dérivés des monnaies des satrapes de l'ouest).
Rev: Garuda bird, avec la légende Brahmi « Parama-bhagavata rajadhiraja Sri Kumaragupta Mahendraditya » (« Le plus dévoué des rois des rois Kumaragupta Mahendraditya »).

Les universitaires actuels sont divisés sur l'opinion concernant le successeur immédiat de Kumaragupta Ier. Alors que certains penchent pour une succession par son fils, d'autres universitaires pensent que lui a succédé son autre fils, Purugupta. Certains pensent même que Skandagupta et Purugupta sont la même personne.
L'épigraphe de la pierre tombale de Junagadh à Skandagupta mentionne:

« …que la déesse de la fortune et la splendeur, de son propre accord, le choisit comme son mari, ayant comme succession et avec un jugement habile  pris en considération et pensé par-dessus tout à toutes les causes de vertus et de fautes et les ayant écartées, (l'autre) fils du roi (comme ne venant pas à son étendard). »

La signification complète de ce passage est obscure. Ce qui est certain, c'est la capacité supérieure et le talent de Skandagupta en temps de crise qui le poussa à des choix comme dirigeant de préférence à d'autres demandeurs après la mort de Kumaragupta Ier et fier de ses succès contre les barbares, Skandagupta assuma le titre de Vikramaditya.
Les attaques continues des Huns affaiblirent l'empire gupta. Skandagupta mourut en 467. Après sa mort l'empire gupta commença à décliner.

## Inscriptions
Une inscription sur une figure de yaksha de Mathura sous le règne de Kumaragupta a été datée de 432, et un piédestal (sans nom de roi mais probablement du règne de Kumaragupta) a été daté de 442.
L'inscription de Bilsad est la trace la plus ancienne de son règne et date de l'an 96 de l'empire gupta qui correspond à 415.

## Le déclin de l'empire gupta
Ces inscriptions prouvent que la souveraineté de Gupta était reconnue dans la région de Jabbalpur dans la vallée de Narmada dès 528, et dans le nord du Bengale depuis 543–544 Kumaragupta II est supposé avoir régné de 473 à 474, Buddhagupta de 476 à 495, Vainyagupta en 508 et Bhanugupta en 510–511. L'empire gupta se désintégra dès le milieu du VIe siècle et aboutit à des royaumes morcelés.
La dernière date connue de son règne apparait sur une inscription sur une pièce d'argent correspondant à 445 CE.